# Nick Chubb
Nicholas Jamaal Chubb (Cedartown, 27 dicembre 1995) è un giocatore di football americano statunitense che milita nel ruolo di running back per gli Houston Texans della National Football League (NFL).

## Carriera universitaria
Al college giocò a football con i Georgia Bulldogs dal 2014 al 2017. Nella prima stagione iniziò come riserva di Todd Gurley, prendendone in seguito il posto di titolare dopo la sua sospensione. La sua carriera si chiuse al secondo posto di tutti i tempi della Southeastern Conference dietro a Herschel Walker per yard corse in carriera.

## Carriera professionistica

### Cleveland Browns

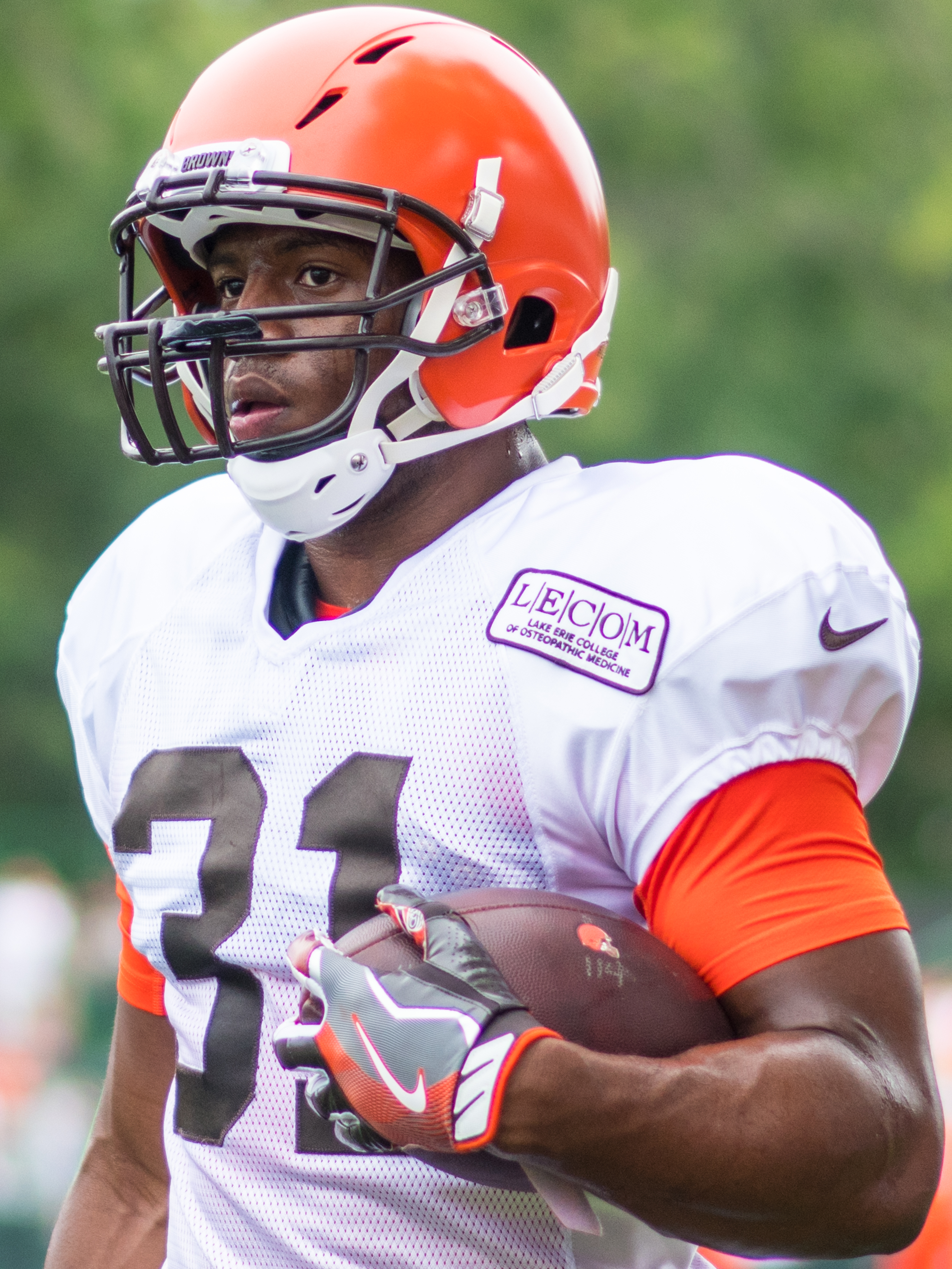
Chubb nel training camp 2018

Chubb fu scelto nel corso del secondo giro (35º assoluto) nel Draft NFL 2018 dai Cleveland Browns. Debuttò come professionista subentrando nella gara del primo turno pareggiata contro i Pittsburgh Steelers in cui corse 3 volte per 21 yard. Nel quarto turno contro gli Oakland Raiders segnò due touchdown con due lunghe corse da 63 e 41 yard, correndo 105 yard in soli 3 possessi e venendo premiato come miglior rookie della settimana. Nel decimo turno disputò la miglior prova stagionale nella vittoria sugli Atlanta Falcons in cui terminò con 209 yard guadagnate dalla linea di scrimmage e 2 touchdown, aiutando i Browns ad interrompere una striscia di quattro sconfitte consecutive. Per questa prestazione fu premiato come running back della settimana e per la seconda volta come rookie della settimana. La sua stagione si chiuse sfiorando le mille yard corse (996) e segnando 8 touchdown su corsa e 2 su ricezione.
Nel quarto turno della stagione 2019 Chubb corse un nuovo primato personale di 165 yard e segnò tre touchdown nella vittoria in casa dei Baltimore Ravens, venendo premiato come giocatore offensivo della AFC della settimana  e come running back della settimana. A fine stagione fu convocato per il suo primo Pro Bowl dopo essersi classificato secondo nella NFL con 1.494 yard corse, con 8 touchdown segnati.
I primi due touchdown della stagione 2020 Chubb li segnò nella vittoria del secondo turno sui Cincinnati Bengals. Nella settimana 3 divenne il primo giocatore dei Browns dall'Hall of Famer Leroy Kelly nel 1967 a correre 100 yard e segnare 2 touchdown in due gare consecutive nella vittoria sul Washington Football Team. Nella settimana 4 fu costretto ad uscire per infortunio, venendo inserito il giorno successivo in lista infortunati. Saltò le successive quattro partite e tornò in campo nella vittoria della settimana 10 contro gli Houston Texans in cui segnò un touchdown. Due settimane dopo corse 144 yard e segnò il touchdown del sorpasso all'inizio del quarto periodo nella vittoria sui Jaguars. A fine stagione fu convocato per il suo secondo Pro Bowl (non disputato a causa della pandemia di COVID-19) dopo avere corso 1.067 yard e 12 touchdown in 12 presenze. Nel turno delle wild card dei playoff contro i Pittsburgh Steelers corse 76 yard e segnò un touchdown su ricezione nella vittoria per 48–37.
Il 31 luglio 2021 Chubb firmò un nuovo contratto triennale del valore di 36,6 milioni di dollari con i Browns. Nel nono turno fu premiato come running back della settimana dopo avere corso 137 yard e 2 touchdown nella vittoria sui Cincinnati Bengals. A fine stagione fu convocato per il suo terzo Pro Bowl dopo essersi classificato secondo nella NFL con 1.259 yard corse.
Nel primo turno della stagione 2022 Chubb corse 141 yard nella vittoria sui Carolina Panthers. A fine stagione fu convocato per il suo quarto Pro Bowl e inserito nel Second-team All-Pro dopo essersi classificato terzo nella NFL con 1.525 yard corse e segnando un nuovo primato personale di 13 touchdown (12 su corsa).
Nel secondo turno della stagione 2023, Chubb subì un infortunio al ginocchio che pose fine anzitempo alla sua annata. Due giorni dopo fu inserito in lista infortunati. A Chubb fu in seguito diagnosticata la rottura del legamento mediale collaterale e un danno al legamento crociato anteriore.
Il 26 agosto 2024 fu annunciato che Chubb avrebbe iniziato la stagione nella lista dei giocatori impossibilitati a scendere in campo, saltando così almeno le prime quattro partite. Alla fine tornò in campo nel settimo turno, segnando un touchdown nella sconfitta contro i Bengals. Nella settimana 12, in un Huntington Bank Field innevato, Chubb contribuì alla vittoria a sorpresa sugli Steelers segnando due touchdown su corsa.

### Houston Texans
L'8 giugno 2025 Chubb firmò con gli Houston Texans.

## Palmarès
- Convocazioni al Pro Bowl: 4

2019, 2020, 2021, 2022
- Second-team All-Pro: 1

2022
- Giocatore offensivo dell'AFC della settimana: 1

4ª del 2019
- Running back della settimana: 3

10ª del 2018, 4ª del 2019, 9ª del 2021
- Rookie della settimana: 2

4ª e 10ª del 2018